# Delivered At Place Unloaded
Il termine Delivered At Place Unloaded (in italiano: Reso al luogo di destinazione scaricato e indicante il luogo di consegna convenuto nel paese d'importazione), utilizzato nella forma breve DPU, è una delle clausole contrattuali in uso nelle compravendite internazionali, quelle codificate nell'Incoterms e che servono a statuire i diritti e i doveri di ognuna delle parti in causa, definendo anche la suddivisione dei costi di trasporto, assicurativi e doganali tra venditore ed acquirente.

## Incoterms 2020
Compare per la prima volta nella versione Incoterms 2020 e sostituisce il termine DAT, rendendolo più ampio e generico.
Dal sito ICC italiano, si legge che "il venditore effettua la consegna mettendo la merce scaricata a disposizione del compratore nel porto o luogo concordato. Tale porto o luogo include ogni spazio, coperto o scoperto, come una banchina, un magazzino, un piazzale per container, un terminal stradale, ferroviario o aeroportuale. Il venditore sopporta tutti i rischi connessi al trasporto e alla scaricazione della merce nel porto o luogo di destinazione convenuto. DPU richiede che il venditore, se del caso, sdogani la merce all’esportazione, ma non all’importazione nel paese di destinazione, obbligo che spetta al compratore così come quello di pagare eventuali diritti di importazione o espletare eventuali formalità doganali all’importazione".
Il venditore ha l'obbligo di consegnare la merce (imballata o sfusa/unpackaged) in un luogo di destinazione indicato precisamente e di accollarsi l'obbligo, nel contratto di spedizione, di scaricare la merce in quel luogo per metterla a disposizione del compratore o di un mezzo del compratore che completa la tratta. "Luogo" è indicato con la parola "place" (in base alla definizione di "DPU", è "Il porto o luogo concordato. Tale porto o luogo include ogni spazio, coperto o scoperto, come una banchina, un magazzino, un piazzale per container, un terminal stradale, ferroviario o aeroportuale") e questa consegna deve avvenire alla/entro la data convenuta. Nel momento in cui tutta la merce pattuita viene scaricata, i rischi e costi di trasporto si trasferiscono al compratore; in DAP, si trasferisce nel momento in cui il mezzo con la merce caricata perviene nel preciso luogo pattuito. In DPU, il luogo di scaricamento e il point of delivery coincidono.
Il venditore, che controlla quasi tutta la tratta, si accolla i costi e obblighi di produzione di documentazione per l'esportazione e ogni costo legato alle dogane attraversate lungo la sua tratta. Il venditore deve anche emettere la fattura commerciale. Questi documenti possono essere cartacei o digitali/paperless.
Lo scaricamento merce dal mezzo di trasporto è in capo al venditore, contrariamente al termine EXW, pertanto gran parte dei rischi di trasporto sono a carico suo (nei termini precedenti sono ripartiti tranne in EXW, in cui sono interamente a carico del compratore che viene direttamente a ritirare la merce). Quest'obbligo è indicato esplicitamente dal nome e dalla sigla del termine: la merce deve essere presentata al luogo di destinazione finale "scaricata". In più, non viene esplicitamente menzionato nessun diritto ad avere questa spesa rimborsata. Questo è l’unico termine in cui a priori lo scaricamento merce viene effettuato dal venditore.
Come contraltare, tutti gli obblighi e costi di importazione sotto questo termine sono in capo al compratore, che deve anche caricare la merce sul mezzo dopo che è consegnata per l'appunto scaricata dal venditore.
Nell'edizione del 2010, il luogo di destinazione doveva essere obbligatoriamente un "terminal" (stradale, ferroviario o aeroportuale); nell'edizione 2020, si lascia molta più libertà.
Non è previsto obbligo di assicurazione contro i danni da smarrimento e perimento merci e non c'è obbligo in capo al compratore di ritirare fisicamente la merce (è un termine non-C siccome appartiene al gruppo D). Se il venditore pattuisce la stipulazione di un'assicurazione e ha bisogno di informazioni da parte del compratore, quest'ultimo ha l'obbligo di fornirgliele; se insorgono dei costi, vanno rimborsati dal venditore.